# Gemsmot
De Gemsmot (Pleurota bicostella) is een vlinder uit de familie van de sikkelmotten (Oecophoridae).
De spanwijdte van de vlinder bedraagt tussen de 17 en 25 millimeter.

## Waardplanten
De gemsmot heeft struikheide en dopheide als waardplanten.

## Voorkomen
De gemsmot komt verspreid over het Palearctisch gebied voor.

### Nederland en België
De gemsmot is in Nederland een schaarse en in België een niet zo gewone soort. De soort kent één jaarlijkse generatie, die vliegt in mei en juni.